# Фавст Корнелій Сулла Лукулл
Фавст Корне́лій Су́лла Луку́лл (3 рік до н. е. — 40 рік н. е.) — політичний діяч ранньої Римської імперії, консул-суффект 31 року.

## Життєпис
Походив з патриціанського роду Корнеліїв. Син Фавста Корнелія Сулли, арвальського брата з 21 року і сенатора, та Секстії. Про життя мало відомостей. З 9 травня до 1 жовтня 31 року був консулом-суффектом разом з Секстом Тедієм Валерієм Катуллом. Надалі також став членом колегії арвальських братів.

## Родина
Дружина — Доміція Лепіда
Діти:
- Фавст Корнелій Сулла Фелікс, консул 52 р. н. е.
- Фавста Корнелія